# Сауд Абдулхамід
Сауд Абдулла Салем Абдулхамід (араб. سعود عبدالله عبد الحميد, нар. 18 липня 1999) — саудівський футболіст, захисник клубу «Аль-Гіляль».
Виступав, зокрема, за клуб «Аль-Іттіхад», а також національну збірну Саудівської Аравії.
Чемпіон Саудівської Аравії.

## Клубна кар'єра
У дорослому футболі дебютував 2018 року виступами за команду «Аль-Іттіхад», у якій провів чотири сезони, взявши участь у 75 матчах чемпіонату. 
До складу клубу «Аль-Гіляль» приєднався 2022 року. Станом на 19 листопада 2022 року відіграв за саудівську команду 21 матч у національному чемпіонаті.

## Виступи за збірні
У 2018 році дебютував у складі юнацької збірної Саудівської Аравії (U-19), загалом на юнацькому рівні взяв участь у 5 іграх.
У 2019 році залучався до складу молодіжної збірної Саудівської Аравії. На молодіжному рівні зіграв у 2 офіційних матчах, забив 1 гол.
2019 року дебютував в офіційних матчах у складі національної збірної Саудівської Аравії.
У складі збірної — учасник чемпіонату світу 2022 року у Катарі.

## Статистика виступів

### Статистика клубних виступів
Станом на 22 січня 2022
| Команда          | Сезон            | Ліга | Ліга | Кубок | Кубок | Азія | Азія | Інші | Інші | Разом | Разом |
| Команда          | Сезон            | Ігри | Голи | Ігри  | Голи  | Ігри | Голи | Ігри | Голи | Ігри  | Голи  |
| ---------------- | ---------------- | ---- | ---- | ----- | ----- | ---- | ---- | ---- | ---- | ----- | ----- |
| «Аль-Іттіхад»    | 2018–19          | 15   | 0    | 5     | 0     | 6    | 0    | 0    | 0    | 26    | 0     |
| «Аль-Іттіхад»    | 2019–20          | 24   | 1    | 1     | 0     | —    | 4    | 0    | 29   | 1     |       |
| «Аль-Іттіхад»    | 2020–21          | 28   | 1    | 2     | 0     | —    | 2    | 0    | 32   | 1     |       |
| «Аль-Іттіхад»    | 2021–22          | 8    | 0    | 0     | 0     | —    | 1    | 0    | 9    | 0     |       |
| «Аль-Іттіхад»    | Разом            | 75   | 2    | 8     | 0     | 6    | 0    | 7    | 0    | 96    | 2     |
| Разом за кар'єру | Разом за кар'єру | 75   | 2    | 8     | 0     | 6    | 0    | 7    | 0    | 96    | 2     |

1. 1 2 3  Виступи в Арабському клубному кубку чемпіонів

## Титули і досягнення
- Чемпіон Саудівської Аравії (2):

«Аль-Гіляль»: 2021-22, 2023-24
- Володар Королівського кубка Саудівської Аравії (2):

«Аль-Гіляль»: 2022-23, 2023-24
- Володар Суперкубка Саудівської Аравії (2):

«Аль-Гіляль»: 2023, 2024
Збірні
- Переможець Юнацького кубку Азії (1):

Саудівська Аравія (U-19): 2018
- Переможець Молодіжного чемпіонату Азії (1):

Саудівська Аравія (U-23): 2022